# عرب‌خانه، کردامیر
عرب‌خانه، کردامیر (به ترکی آذربایجانی: Ərəbxana) یک منطقهٔ مسکونی در جمهوری آذربایجان است که در شهرستان کردامیر واقع شده‌است.